# エマニュエル・クリヴィヌ
エマニュエル・クリヴィヌ（Emmanuel Krivine, 1947年5月7日 - ）は、フランスの指揮者。

## 人物・来歴
グルノーブル生まれ。両親はユダヤ系のロシア人とポーランド人。幼くしてヴァイオリンを始め、13歳でパリ音楽院に入学し16歳でプルミエ・プリを獲得した後、ベルギーのエリザベート王妃音楽院でも奨学金を得て遊学する。ヘンリク・シェリングやユーディ・メニューインから教えを受け、パガニーニ国際コンクールを始めとする数々のコンクールに入賞。ソリストとしてゲオルク・ショルティ指揮パリ管弦楽団と共演するなどした他、クリスチャン・イヴァルディとのデュオでリサイタルや録音も行った。
ヴァイオリニストとして活躍する一方、1965年にザルツブルクでカール・ベームと出会ったことで以前から持っていた指揮への興味を深め、1976年から1983年までフランス放送新フィルハーモニー管弦楽団（現フランス放送フィルハーモニー管弦楽団）の首席客演指揮者として経験を積む。しばらくはヴァイオリニストと指揮者を兼業していたが、1981年に交通事故で怪我を負いヴァイオリニストとしての活動は断念することとなる。
1981年から1983年までロレーヌ・フィルハーモニー管弦楽団（現ロレーヌ国立管弦楽団）の音楽監督を務めた後、1983年にはリヨン国立管弦楽団の首席客演指揮者に指名され、1987年には音楽監督に就任した。クリヴィヌは音楽監督として一気に10人以上の団員を辞めさせるなど同楽団の技術向上のために辣腕を振るい、同コンビでのDENONレーベルへの録音などにより自身の名声も高め、2000年まで同ポストを維持した。また1984年以降、フランス・ユース管弦楽団に音楽監督として何度か登場している。
2004年には古楽器オーケストラであるラ・シャンブル・フィラルモニーク (La Chambre Philharmonique) を創設し、演奏活動ととりわけ録音で話題となる。2006年から2015年までルクセンブルク・フィルハーモニー管弦楽団の音楽監督を務めた他、2013年にはカタルーニャ国立バルセロナ交響楽団の、2015年にはスコットランド室内管弦楽団の、それぞれ首席客演指揮者に任命された。
2017年から2020年までフランス国立管弦楽団の音楽監督を務めた。